# The Mysterious Shot
The Mysterious Shot è un cortometraggio muto del 1914 diretto e interpretato da Donald Crisp. La protagonista femminile del film è Dorothy Gish affiancata da Henry B. Walthall e Jack Pickford.

## Produzione
Il film fu prodotto dalla Reliance Film Company.

## Distribuzione
Distribuito dalla Mutual Film, uscì nelle sale statunitensi il 4 aprile 1914. 

### Conservazione
Copia della pellicola viene conservata negli archivi dell'International Museum of Photography and Film at George Eastman House.